# Suckow (Rankwitz)
Suckow ist ein Ortsteil der Gemeinde Rankwitz, ca. 3 km südlich der geografischen Grenze zum Lieper Winkel auf der Insel Usedom.

## Geschichte
Nördlich von Suckow vermutete man ein Großsteingrab aus dem Neolithikum (5500 bis 1800 vdZ), aber spätere Untersuchungen (1971) widersprachen dem und ordneten die Anlage als Hügelgrab der Bronzezeit (1800 bis 600 vdZ) ein. Es ist ca. 8 × 8 m groß und 1 m hoch. Es ist auf einem Hügel, der mit einer Alt-Eiche bewachsen ist. Der Platz heißt auch „Suckower Eiche“. Es belegt eine frühe Besiedlung des Gebietes.
Ein Turmhügel ist bei Suckow als Beleg der frühdeutschen Besiedlung (ab 1230) erhalten. Turmhügelburgen wurden für die Lokatoren errichtet, als Vorläufer der Gutshöfe. Funde von Feldsteinfundamentresten und Ziegelschutt zeigen die Bauform. In 25 m Entfernung umkreist ein Ringgrabenhalbkreis als Rest die Anlage.
Suckow wurde erstmals als „Szuinariuitz“ 1270 urkundlich erwähnt. Der slawische Name wird als „Schweinehüterei“ gedeutet. In der Urkunde vom 15. März jenes Jahres tauschte der Bischof von Cammin, in dessen Besitz sich das Dorf befand, es auf Verlangen von Herzog Barnim I. von Pommern-Stettin gemeinsam mit fünf anderen Gemeinden auf Usedom (Ückeritz, Balm am Balmer See, Loddin, Mellenthin und Krienke) gegen Damerow in Hinterpommern (nahe Naugard), das dem Prämonstratenser-Kloster Grobe bei Usedom (Stadt) gehört hatte; 1309 siedelte dieses nach Pudagla um.
Die überwiegenden Teile des Lieper Winkels waren schon zwei Generationen zuvor unter der Witwe von Barnims Großvater Bogislaw I. an das Kloster Grobe gekommen.
1527 kommt Suckow gemeinsam mit Morgenitz in den Grundbesitz der Adelsfamilie von Borcke mit Herrensitz in Krienke (es finden sich auch die Schreibweisen von Borcken und von Borck). 
Fast die gesamte Insel Usedom war laut Besitzstandskarte von 1530, Eigentum des Klosters Grobe/Pudagla. Lediglich die Güter von Mellenthin und Gothen gehörten der Familie von Neuenkirchen (Nigenkerken), Krienke und Suckow sowie Regezow der Familie von Borcke, Stolpe den Schwerinen sowie der Gnitz den von Lepel. Alle anderen Ländereien gehörten bis 1535 der Kirche bzw. den Klöstern. Nach der Reformation wurden diese Besitzungen Dominal (Staats- oder Königsbesitz), ausgenommen die den örtlichen Kirchen zugeordneten Ländereien.
Im Folgenden finden sich nur noch wenige regionale Aufzeichnungen. Das Gebiet teilt die Geschichte der Insel Usedom unter den Pommern-Herzögen und später als Teil von Schwedisch-Pommern. Das Gebiet gehörte zu dem Teil Pommerns, der mit dem Frieden von Stockholm 1720 an Preußen kam. 
Suckow war um 1880 ein Sackgassendorf und bäuerlich geprägt.
Zwischen 1896 und 1898 wurde die einzige Kunststraße (Pflasterstraße) durch den Lieper Winkel gebaut, die heute als Allee noch vorhanden ist und Suckow anbindet. Zuvor war Suckow wie alle anderen Dörfer der Halbinsel nur über Landwege erreichbar.
Zu DDR-Zeiten erweitert sich das Dorf, das hat aber mit der Bodenreform und dem Anlegen der Neubauerngehöfte zu tun. Am 1. Juli 1950 wurde Suckow nach Krienke eingemeindet.
An den organisierten Tourismus hat der Ort, der nur aus wenigen Straßenzügen mit einigen Reet-gedeckten Häusern besteht, noch keinen Anschluss gefunden. Zur Hauptferienzeit kommen jedoch interessierte Besucher und Radwanderer vorbei.

## Sehenswertes
- Turmhügel Suckow

### Suckower Eiche

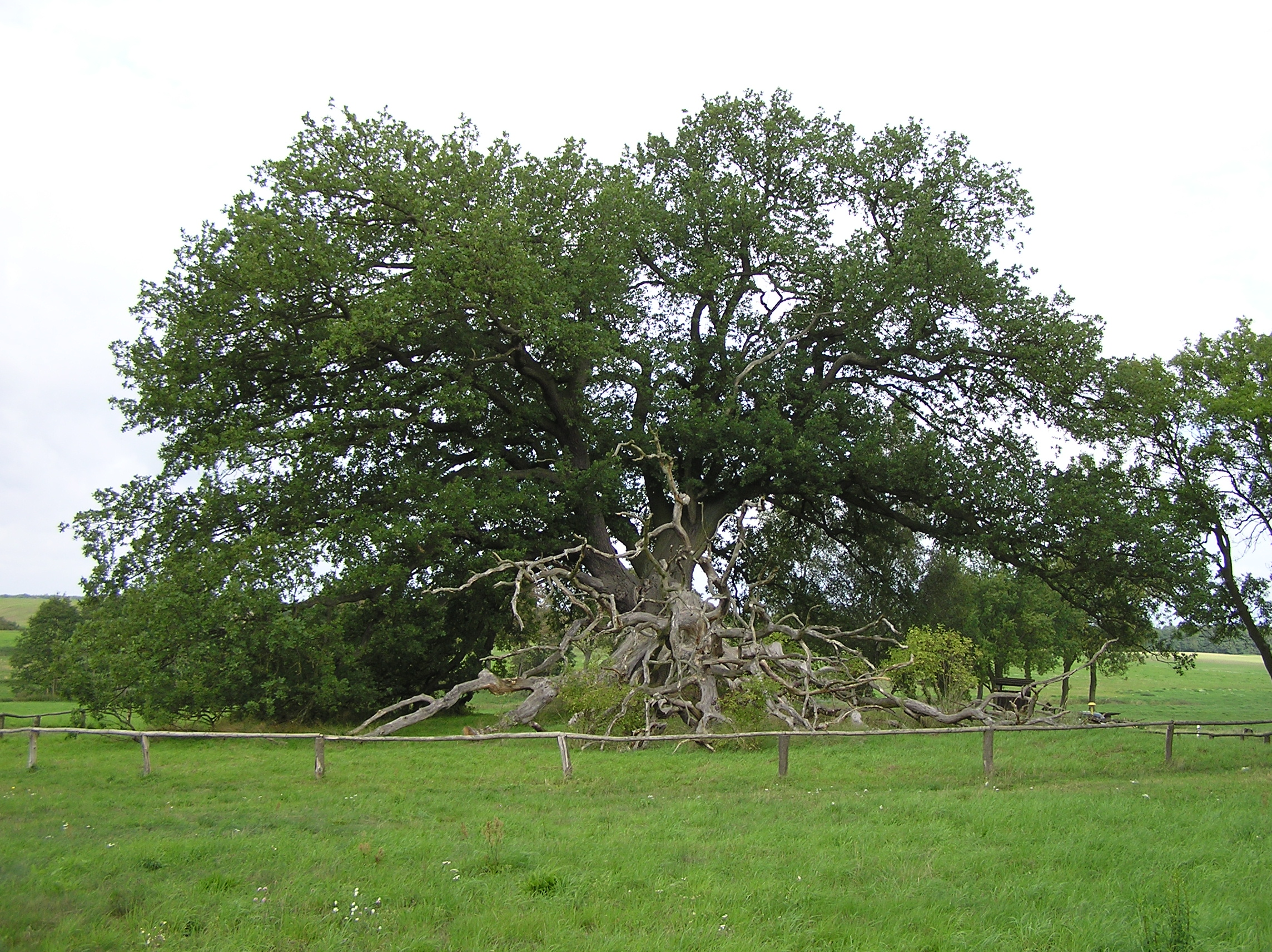
Sockeleiche bei Suckow (Zustand September 2006)

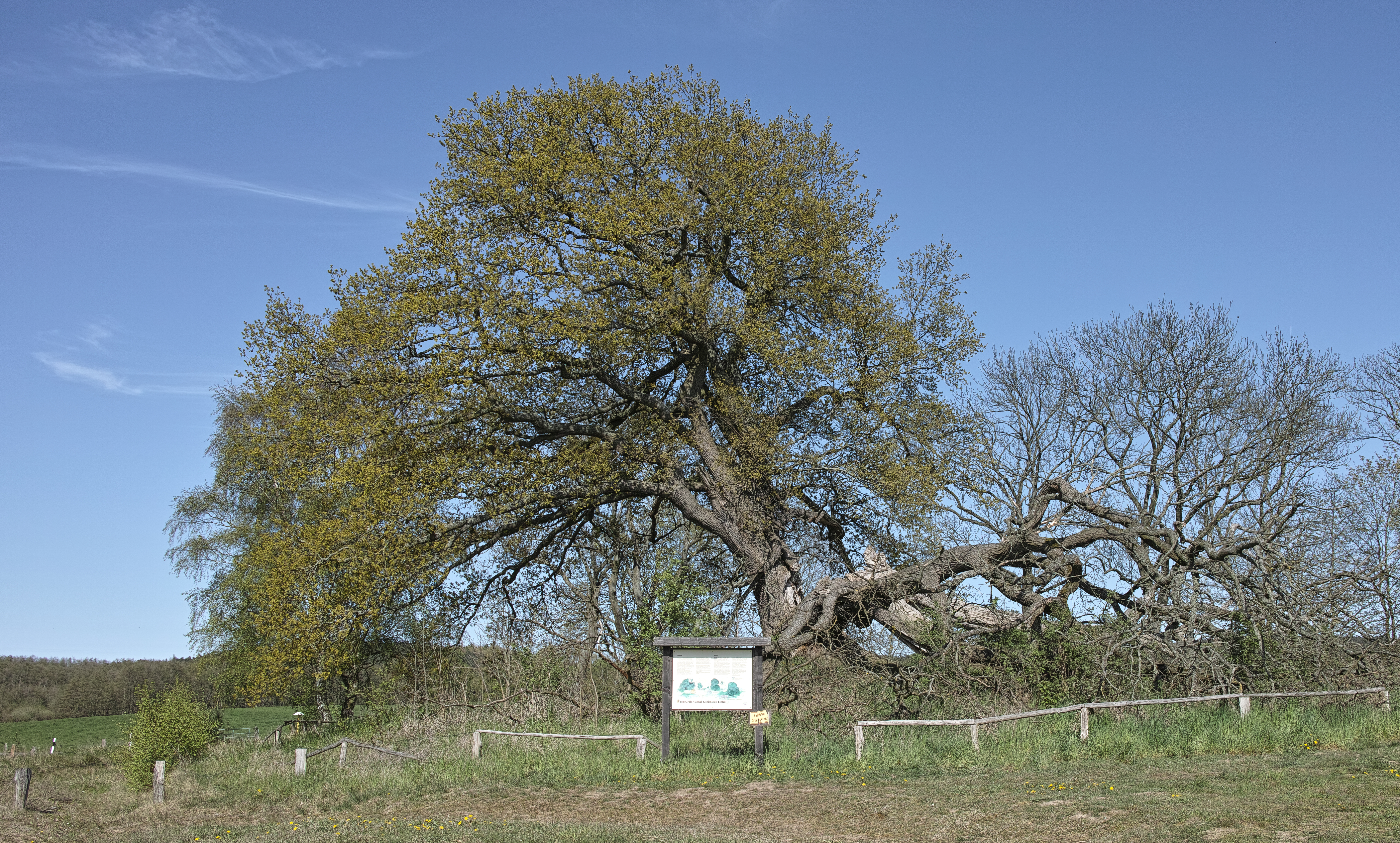
Naturdenkmal Suckower Eiche im NP Insel Usedom 7. Mai 2017 Austrieb

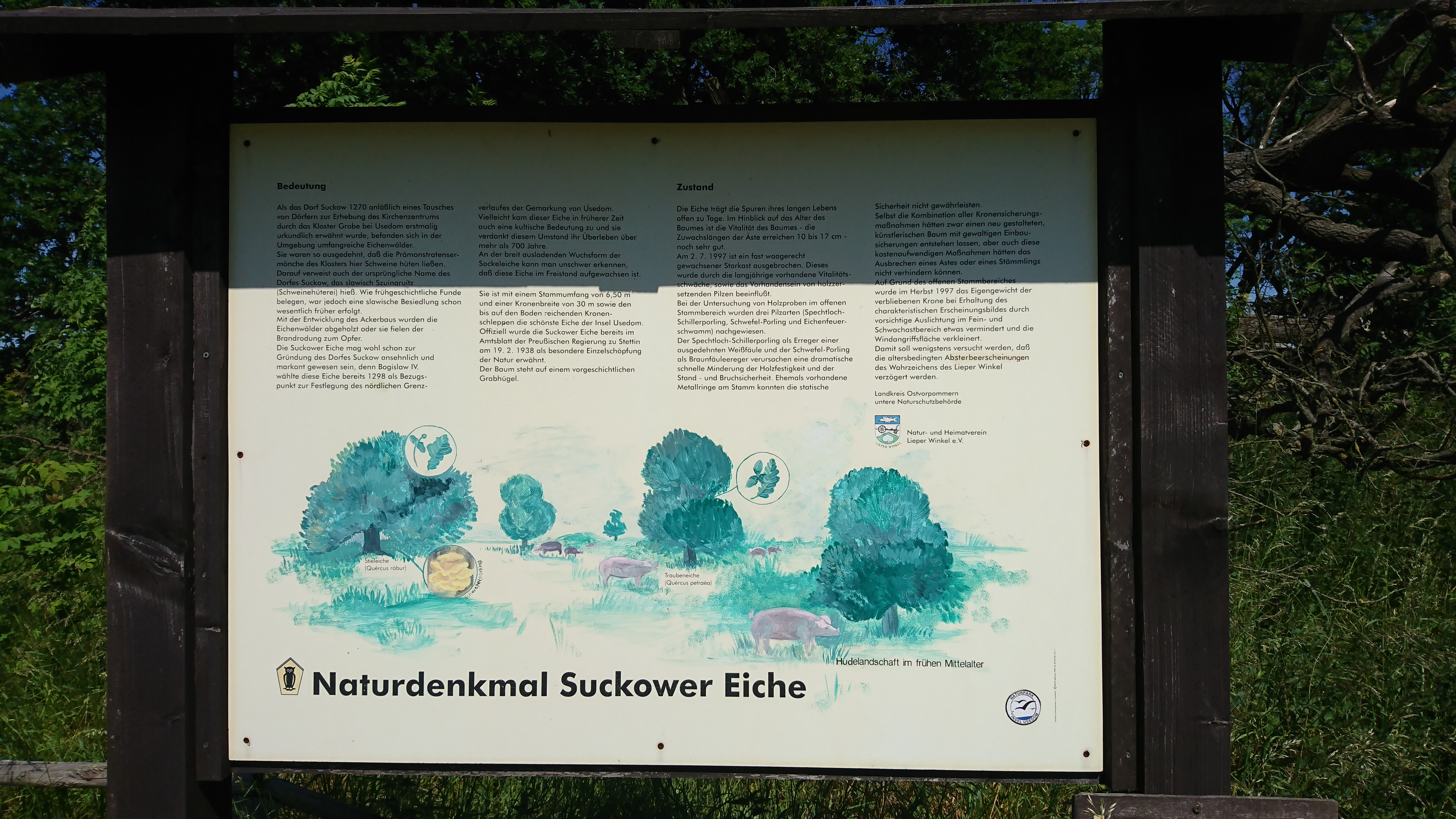
Tafel vor der Suckower Eiche

Die mindestens 700 Jahre alte Sockeleiche ca. 1 km nördlich des Dorfes an der Hauptverkehrsstraße durch den Lieper Winkel erwähnte bereits Bogislaw IV. von Pommern-Stettin 1298 in einer Urkunde zum Grenzverlauf der Gemarkung Usedom.
Der über 20 m hohe Baum mit 30 m breiter Krone und einem Stammesumfang von 6,50 m steht auf einem der Großsteingräber bei Suckow.
Möglicherweise ist sie im Freistand aufgewachsen; die umliegenden Wälder waren zu Zeiten Bogislaw I. schon brandgerodet worden. Anderen Theorien zufolge könnte sie wesentlich älter sein (bis zu 1000 Jahre werden geschätzt) und in diesem Fall zu einem Waldgebiet gehört haben, in denen die Slawen – gemäß dem Namen des Dorfes – ihre Schweine hüteten.
Drei Baumpilze (Spechtloch-Schillerporling, Schwefelporling und Eichen-Feuerschwamm) sind nach Aussage einer lokalen Info-Tafel dafür verantwortlich, dass am 2. Juli 1997 ein Starkast gebrochen und Stamm sowie Äste insgesamt so porös geworden sind, dass Umsturzgefahr für den ganzen Baum besteht. Touristen werden aufgefordert, sich nicht näher als auf 10 m dem Baum zu nähern. Mittlerweile ist ein zweiter Hauptast abgebrochen und es besteht weiterhin hohe Bruchgefahr.

### Suckower Tannen
Zusammen mit der Mellenthiner Heide und dem Stadtwald von Usedom (Stadt) bilden die Suckower Tannen ein geschlossenes Waldgebiet. Es wird von Wanderern und Radfahrern frequentiert, die Bewegung abseits der Ferienzentren suchen. Autostraßen und gastronomische Einrichtungen gibt es 2005 (noch) nicht; die höchste Erhebung ist der Kirchenberg (50 m).